# Bill Grundy
William "Bill" Grundy, född 18 maj 1923 i Manchester, död 9 februari 1993 i Stockport, var en engelsk journalist och TV-programledare. Han är känd för att ha lett TV-programmet Today på Thames Television.
Den 1 december 1976 intervjuade Grundy punkbandet Sex Pistols i Today. Grundy ska enligt uppgift ha varit berusad och provocerade bandmedlemmarna att fälla grova kommentarer. Johnny Rotten sade "shit" och så var karusellen igång. Bandet hade med sig en grupp fans i TV-studion, bland andra Siouxsie Sioux, och när Grundy föreslog att han och Sioux skulle träffas efter programmet, utbrast Steve Jones: "You dirty sod. You dirty old man. You dirty bastard. You dirty fucker. What a fucking rotter!" Intervjun fördärvade Grundys karriär.